# Tập đoàn quân hợp thành 29 (Nga)
Tập đoàn quân 29 là một đơn vị quân sự chiến lược cấp tập đoàn quân của Hồng quân Liên Xô và sau này là Lực lượng Mặt đất của Nga.

## Lịch sử
Tập đoàn quân được thành lập lần đầu tiên vào tháng 7 năm 1941 tại Quân khu Matxcova trên cơ sở của Quân đoàn súng trường 30, Các Sư đoàn Súng trường 245, 252, 254 và 256, và một số đơn vị nhỏ khác. Đơn vị gia nhập Phương diện quân dự bị và tiến hành các chiến dịch phòng thủ tại Staraya Russa, Demyansk, Ostashkov, Selizharovo. Tập đoàn quân được chuyển giao lại vào ngày 21 tháng 7 năm 1941 cho Phương diện quân Tây của Liên Xô. Cùng với Phương diện quân Tây, nó tham gia Trận Smolensk, tiến hành các trận chiến phòng thủ trong khu vực phía nam thành phố Toropets và mặt trái sông Volga tại  Rzhev, Staritsa. Là một bộ phận của Phương diện quân Tây, kể từ ngày 17 tháng 10 là của Phương diện quân Kalinin, Tập đoàn quân đã tham gia vào việc phòng thủ Kalinin, và các hoạt động tấn công Kalinin, Rzhev – Vyazma 1942, và Rzhev – Sychyovka (Trận chiến Rzhev). Từ cuối tháng 8 năm 1942, Tập đoàn quân bảo vệ các ranh giới bị chiếm đóng ở tả ngạn sông Volga. Vào đầu tháng 2 năm 1943, các đơn vị của Tập đoàn quân được chuyển thành các Tập đoàn quân 5 và 20, và sở chỉ huy được tổ chức lại thành sở chỉ huy Tập đoàn xe tăng 1.

## Các chỉ huy
Các chỉ huy của Tập đoàn quân 29 là:
- Trung tướng Ivan Maslennikov (12 tháng 7 năm 1941 - 11 tháng 12 năm 1941)
- Thiếu tướng Vasily Shvetsov (12 tháng 12 năm 1941 - 8 tháng 9 năm 1942)
- Thiếu tướng Yevgeny Zhuravlyov (8 tháng 9 năm 1942 - 10 tháng 2 năm 1943)

## Tái tổ chức
Tại Arkhangelsk, Arkhangelsk Oblast, Quân đoàn Súng trường Đặc biệt số 44 được thành lập vào ngày 22 tháng 6 năm 1956 từ Quân khu HQ Arkhangelsk. Vào tháng 6 năm 1957, nó được đổi tên thành Quân đoàn Đặc công 44. Ba năm sau, nó bao gồm các Sư đoàn súng trường cơ giới số 69 và 77. Vào tháng 8 năm 1961, được đổi tên thành Quân đoàn 44. Vào cuối những năm 1960, mối đe dọa của Trung Quốc đối với Liên Xô ngày càng gia tăng, và như một phần của phản ứng, quân đoàn đã được di chuyển về phía đông. Năm 1967, nó được chuyển đến Quân khu Transbaikal, và thành lập trụ sở chính tại Ulan Ude. Ngày 12 tháng 5 năm 1970, Quân đoàn 44 được đổi tên thành Tập đoàn binh chủng hợp thành 29.
Năm 1970, Sư đoàn Súng trường Cơ giới số 91 được thành lập tại Chistye Kluychi (Shelekhovo), và chuyển đến Mông Cổ vào năm 1979. Sư đoàn Súng trường Cơ giới số 12 cũng chuyển đến Mông Cổ, và Sư đoàn Súng trường Cơ giới số 198 được thành lập tại vị trí của nó, dưới sự kiểm soát của Tập đoàn quân 29. Năm 1987, Sư đoàn súng trường cư giới 91 được rút về Nizhneudinsk, và thuộc quyền kiểm soát của Tập đoàn quân 29.
Vào ngày 1.12.1987, các Sư đoàn Súng trường Cơ giới số 52 và 91 được đổi tên thành các Trung tâm Huấn luyện Lãnh thổ thứ 978 và 497.
Năm 1988, Tập đoàn quân bao gồm:
- Sư đoàn súng trường cơ giới 198 (Divizionnaya, Buryatskaya ASSR)
- Sư đoàn súng trường cơ giới 245 (Gusinoozersk, Buryatskaya ASSR)
- Trung tâm đào tạo lãnh thổ 497 (Nizhneudinsk, Irkutsk Oblast) (tiền thân là sư đoàn súng trường cơ giới 91)
- Trung tâm đào tạo lãnh thổ 978 (Nizhneudinsk, Irkutsk Oblast)
- Khu vực kiên cố số12 (Blagoveshchensk, Amur Oblast)

Tập đoàn quân 29 bị giải tán do được đổi tên thành Quân đoàn 57 vào ngày 28 tháng 2 năm 1988. Quân đoàn bị giải tán vào năm 1993.
Tập đoàn quân 29 sau đó được cải tổ từ Quân đoàn 57 tại Ulan-Ude vào năm 2004, và hoạt động tại Quân khu Siberia cho đến năm 2007, khi nó dường như bị giải tán một lần nữa. Các đơn vị của Tập đoàn quân vào tháng 7 năm 2003 bao gồm Sư đoàn xe tăng cận vệ 5, Sư đoàn súng trường cơ giới 245 mới được cải tổ tại Gusinoozyorsk và Lữ đoàn đổ bộ đường không 11.
Tập đoàn quân 29 được cải tổ một lần nữa vào năm 2010-2011, với sự xác nhận đi kèm với một sắc lệnh của Điện Kremlin ngày 9 tháng 1 năm 2011 đặt tên chỉ huy của Tập đoàn quân. Tướng-Thiếu tá Aleksandr Vladimirovich Romanchuk được chỉ định là Tư lệnh Tập đoàn quân 29, được miễn nhiệm chức vụ Tham mưu trưởng, Phó Tư lệnh thứ nhất Tập đoàn quân 41.

## Cấu trúc thời điểm hiện tại
- Lữ đoàn súng trường cơ giới cận vệ số 36 (Borzya)
- Lữ đoàn pháo binh 200 (Gorny)
- Lữ đoàn tên lửa số 3 (Gorny)
- Lữ đoàn tên lửa phòng không độc lập số 140 (Domna)
- Bộ chỉ huy Lữ đoàn 101 (Chita)
- Lữ đoàn hậu cần độc lập 104 (Chita)
- Trung đoàn bảo vệ NBC độc lập số 19 (Gorny)
- Cơ sở bảo quản và sửa chữa vũ khí số 225 (Yasnaya)